# Marts (film)
|  | Denne artikel er oprettet af botten Steenthbot ud fra en ekstern database. Den kan derfor have sproglige fejl eller mangler. Denne skabelon kan fjernes efter kontrol af indholdet. |

Marts er en dansk kortfilm fra 2007 instrueret af Roni Ezra efter eget manuskript.

## Handling
Den 21. marts 1945 bombede allierede fly ved en fejltagelse Den Franske Skole i København under et angreb på Gestapos hovedkvarter. Filmen følger en ung søster og hendes oplevelser den forårsmorgen.

## Medvirkende
- Lykke Sand Michelsen
- Eva-Theresa Jermiin Anker
- Karen Margrethe Bjerre
- Agnes Jensen
- Signe Skov
- Peter Plaugborg
- Thomas Kim Hoder